# Конрад Мальт-Брун
Конрад Мальт-Брун (дан. Conrad Malte-Brun; 1775—1826) — французький географ і історик. За походженням данець.

## Біографія
Вітав Французьку революцію кінця 18 століття.
Автор багатотомних праць з всесвітньої географії, історичних розвідок, публіцистичних нарисів. Досліджував проблеми України, які найбільш повно представив у монографії «Картина старої і сучасної Польщі» (Париж, Франція, 1807), перевиданої у Брюсселі і — у перекладах — у Ліворно (Італія) і Штутгарті (Німеччина). В описах політичних подій, географічного середовища, народного побуту Мальт-Брун спирався на рукописні свідчення французького агента в Лівобережній Україні Руселя Вуцема. Схарактеризував українців як єдиний етнографічний масив на просторі від Карпат до Наддніпрянської України, відзначивши їх генетичне коріння в Київській Русі. У цьому зв'язку привернув увагу до історії «Галицького королівства» як незалежної держави князя Данила Галицького. Студії Мальт-Бруна порушували проблему французько-українських економічних зв'язків, наголошуючи на обопільних вигодах торгівлі між двома країнами і прямих середземноморсько-чорноморських шляхах для її розвитку.